# Tatort: Seenot
Seenot ist ein Fernsehfilm aus der Kriminalreihe Tatort. Der Film mit Eva Mattes als Kriminalhauptkommissarin Klara Blum wurde vom SWR und SRF produziert.
Am 13. Januar 2008 wurde der Film außerhalb der Tatort-Reihe in der Reihe «SF Schweizer Film» auf SF 1 ausgestrahlt, der übliche Tatort-Vorspann und Abspann entfiel daher. Dabei wurden die Dialoge zwischen den Schweizer Protagonisten auf Schweizerdeutsch nachsynchronisiert. Am 24. März 2008 wurde der Film erstmals in Deutschland in der Tatort-Reihe ausgestrahlt. Diese 692. Folge dieser Reihe ist der 14. Fall von Klara Blum und der 10. Fall von Kai Perlmann. Reto Flückiger, der Schweizer Kollege, ermittelt zum ersten Mal mit dem deutschen Team gemeinsam. Bei der Untersuchung des Mordes an einem Werftbesitzer muss er miterleben, wie einer seiner Kollegen schwer belastet wird.

## Handlung
Klara Blum bemerkt von ihrem Haus aus nachts eine Seenotrakete. Besorgt ruft sie bei den Beamten der Wasserschutzpolizei an und erfährt, dass das Signal von der Schweizer Seite des Bodensees abgegeben und der Notruf an die zuständige Stelle in der Schweiz weitergegeben worden sei. So verwundert es Blum, dass am anderen Morgen eine Yacht in der Nähe ihres Hauses treibt. Sie kann weder eine Besatzung noch sonst ein Lebenszeichen entdecken und beschließt nachzusehen. Mit einem kleinen Boot rudert sie zur Yacht und findet niemanden, dafür allerdings Blutflecken. Sie ruft kurzerhand die Spurensicherung, benachrichtigt aber gleichzeitig die Kollegen aus der Schweiz, denn die Yacht trägt eine Schweizer Flagge. So trifft sie mit Reto Flückiger zusammen, der ihr von der Staatsanwaltschaft Thurgau als Amtshilfe zur Seite gestellt wird.
Erste Untersuchungen führen Blum zur Stähli-Werft, bei der die aufgefundene Yacht, die einem russischen Besitzer gehört, zur Reparatur war. Obwohl sie eigentlich von den Behörden bis zur Klärung eines Drogenschmuggelvorwurfs gesperrt ist, war jemand mit ihr auf dem See. Da der Werftbesitzer Urs Stähli nirgends auffindbar ist, vermutet Blum, dass er es war, der mit dem Boot unterwegs war.
Blum trifft sich mit Hauptkommissar Flückiger und Marcel Steiner von der Seepolizei im Thurgau. Nach Steiners Ansicht hat Stähli seine Finger nicht nur im Drogengeschäft, sondern hat über seine Werft auch noch eine ideale Plattform, um das Drogengeld zu waschen. So ist es für Steiner offensichtlich, dass Stähli sich ins Ausland abgesetzt hat, da ihm allmählich der Boden zu heiß wurde und die Behörden schon auf ihn und seine Geschäfte aufmerksam wurden.
Während Perlmann die junge Frau Stähli nach ihrem Mann befragt, klingelt sein Telefon und er erhält die Mitteilung, dass man soeben Stählis Leiche im Bodensee schwimmend aufgefunden hat. Stähli hat eine Kopfverletzung, aber allem Anschein nach hat er noch gelebt, als er ins Wasser geworfen wurde. Bei der Befragung von Kurt Weingarten, einem Mitarbeiter der Werft, treten Ungereimtheiten auf, was den Ablauf der Notrufverfolgung bei den Schweizer Beamten betrifft. Steiner verstrickt sich in Widersprüche, und als Blum ihm das auf den Kopf zusagt, flieht er und bleibt verschwunden. Blum will sich die Aufnahmen des Notrufs zeigen lassen und der verantwortliche Beamte stellt fest, dass die 30 Minuten vor dem Einsatz von jemandem gelöscht wurden. Flückiger verweist auf die Notrufzentrale, dort könnte der Zeitraum noch gespeichert sein. Dennoch nimmt er seinen Kollegen in Schutz, der als Hitzkopf bekannt ist und der, wie Flückiger weiß, eine Menge durchgemacht hat. Seine Eltern hatten eine Apotheke und wurden vor Jahren von einem Junkie, der auf der Suche nach Drogen war, umgebracht. Entsprechend hat er den Drogen und den Dealern seinen persönlichen Krieg erklärt. Blum und Flückiger müssen feststellen, dass Steiner schon seit langem heimlich Stähli überwacht hat. Über eine Handyüberwachung wusste er immer, wann und wo sein Erzfeind war. Mit diesem Wissen bleibt selbst Flückiger nichts anderes übrig, als Steiner zur Fahndung auszuschreiben.
Perlmann verfolgt inzwischen noch eine andere Spur und teilt Blum mit, dass er sensationelle Neuigkeiten hat. Da er öfter ins Spielcasino geht und dort auch Stähli ab und zu begegnet ist, hat er im Casino recherchiert und herausbekommen, dass Stähli hier Kontakte mit seinen russischen Geschäftspartnern pflegte, unter anderem mit einem bereits im Visier der Bundespolizei stehenden Geldwäscher. Das erhärtet den Vorwurf von Steiner gegen Stähli.
Blum bittet Perlmann, das Alibi von Kurt Weingarten zu überprüfen. Der war nach seinen Angaben im Supermarkt und hat einen Kassenbon als Beweis, dass er zur möglichen Tatzeit weit weg vom See war. Die Aufnahmen der Überwachungskamera im Supermarkt zeigen aber nicht Weingarten, sondern Stählis Ehefrau. So begibt sich Perlmann umgehend zu Beate Stähli, um sie zur Rede zu stellen. Zufällig findet er auch noch Unterlagen zu einem Vaterschaftstest. Somit ist klar, dass Stähli dahintergekommen ist, dass seine Frau ihn schon seit Jahren mit seinem besten Mitarbeiter betrügt. Perlmann ahnt nicht, das Weingarten bereits im Haus ist, und so wird er von diesem überwältigt und mit Beates Hilfe mit dem Auto zum See gebracht und auf einem Boot eingesperrt. Sobald es Nacht ist, wollen sie den Mitwisser im See ertränken.
Blum sorgt sich, da sich Perlmann nicht wieder gemeldet hat. Weil er zuletzt das Alibi von Weingarten überprüfen wollte, überwacht sie diesen heimlich in der Hoffnung, dass er sie zu Perlmann führt. Der Plan geht auf und Blum kann ihn zusammen mit Flückiger befreien.
Aus den Gesprächen, die Perlmann mit angehört hatte, war zu entnehmen, dass bei Stähli gerade sechs Millionen an Drogengeldern vorrätig waren. Die russischen Geschäftspartner sollten den Eindruck bekommen, dass sich Stähli mit dem Geld ins Ausland abgesetzt hätte. So hätte es niemand bei Beate Stähli und Kurt Weingarten vermutet.

## Hintergrund
Die Dreharbeiten zu diesem, vom Südwestrundfunk und dem Schweizer Radio und Fernsehen in Zusammenarbeit mit Maran Film produzierten, Tatort-Krimi fanden in Konstanz, Baden-Baden, Kreuzlingen, Romanshorn und der Insel Reichenau statt.
Die Premiere von Seenot erfolgte am 13. Januar 2008 im Schweizer Fernsehen außerhalb der Tatort-Reihe als „SF Schweizer Film“ in der Schweizer Dialektfassung.

## Rezeption

### Einschaltquoten
Die deutsche Erstausstrahlung des Tatort Seenot am 24. März 2008 wurde in Deutschland insgesamt von 6,79 Millionen Zuschauern gesehen und ein Marktanteil von 19,00 Prozent erreicht.

### Kritiken
Kino.de beurteilt: „Nach allerlei vergeblichen Versuchen, einen ernstzunehmenden Krimi abzuliefern, kann sich dieser ‚Tatort‘ aus Konstanz endlich wieder sehen lassen.“ So finden sie lobende Worte für die Verantwortlichen des Films: „Neben Autorin Schön, die Klara Blum mit ihren Drehbüchern geprägt hat wie niemand sonst, und dem Komponisten Rainer Michel, dessen Musik mitunter fast Miles-Davis-Qualität hat, gebührte das größte Lob für diesen überzeugenden Bodenseekrimi Regisseur René Heisig, der schon einige Male bewiesen hat, wie man in die Jahre gekommenen Reihenfiguren überraschende Seiten abgewinnen kann. Heisig hat vor allem dafür gesorgt, dass der See endlich mal wieder richtig zur Geltung kommt. Gedreht vor exakt einem Jahr, zeigt der Film das Gewässer unter beinahe allen möglichen klimatischen Bedingungen, vom dicken Nebel bis zu strahlendem Sonnenschein. Dieser Facettenreichtum hat offenbar auch die Darsteller beflügelt. Gerade Eva Mattes, die zuletzt doch reichlich unterfordert schien, darf endlich auch mal wieder Zwischentöne spielen. Und spätestens zum Finale, wenn Perlmann in akuter Lebensgefahr schwebt, schüttelt dieser ‚Tatort‘ alle Behäbigkeit ab und entwickelt echte Dramatik.“
Rainer Tittelbach von tittelbach.tv findet ebenfalls lobende Worte für Drehbuch, Regie, und Soundtrack. Tittelbach befand: „Die Geschichte zieht zwar alle Register, hier ein bisschen Mafia, dort ein bisschen Privatkonflikt – dennoch wirkt dieser Krimi alles andere als überladen. Die etwas behäbigere schweizerische Gangart tut diesem Bodensee-fixierten Film gut und sorgt dafür, dass das Atmosphärische nicht zu kurz kommt. […] Einer der bislang stärksten Fälle vom Bodensee-‚Tatort‘-Team, bei dem Eva Mattes einmal etwas mehr zu spielen bekommt. Gut macht sich auch Stefan Gubser als Flückiger, an dem die Kommissarin sichtlich Gefallen findet.“
Die Kritiker der Fernsehzeitschrift TV Spielfilm fanden, die Episode sei „gemütlich wie eine Bootsfahrt ins Blaue inszeniert“, aber dann „nimmt der Fall einen verblüffend überraschenden Zickzack-Kurs auf“, so dass er „nach anfänglicher Flaute Wellen [schlägt]“.